# Pasul Buceș
Pasul Buceș este o trecătoare situată în sudul Munților Bihorului, în grupa  Carpaților Occidentali, la limita între județele Alba și Hunedoara. Se află la altitudinea de 750 m deasupra nivelul  mării și este traversat de DN74, care asigură legătura dintre Municipiul Brad și Abrud. Pasul limitează în același timp Țara Moților de Țara Zarandului.